# Woody & Paul
Woody & Paul is een band uit de Nederlandse stad Eindhoven.

## Biografie
De band werd in 2005 opgericht door Woody Veneman en Paul Van Hulten. In dat jaar brachten ze hun debuutalbum Somewhere In The West uit. Geïnspireerd door het werk van Alan Lomax hebben ze een jaar later Doel EP opgenomen in Doel, een spookdorp in België. In 2009 schreven Woody & Paul muziek voor het theaterstuk De Ongelofelijke Bob Fresky Show. Deze nummers zijn later verschenen op het album Rum On Board. In 2007 en 2011 speelt de band mee in de muzikale collage het Beukorkest met o.a. Def P, Johnny Dowd, Solex en G.W. Sok. In 2011 verschijnt hun levenswerk, dat de titel Heroes and Zero's draagt. De vinylversie van dit album heeft 28 verschillende hoezen, gemaakt door bevriende kunstenaars van de band.

## Discografie
- Home (2007)
- Sons Of Bitches (2007)
- Work and Sing (2007) Dubbel CD met re-release van Somewhere In The West (2005) en Doel EP (2006)
- Kleine Hausmeister (2008) Samen met het Beukorkest
- Rum On Board (2009)
- Heroes and Zeros (2011)
- 2 Meter Sessies (2011)
- Let It Shine (2023)